# Stanisław Ignacy Witkiewicz
Stanisław Ignacy Witkiewicz, také Witkacy, (24. února 1885 – 18. září 1939) byl polský dramatik, malíř, fotograf, autor antiutopických románů a jedna z nejvýraznějších postav evropské meziválečné avantgardy vůbec.

## Život
Narodil se 24. února 1885 ve Varšavě, nacházející se tehdy v tzv. ruském záboru. Otec, Stanislaw Witkiewicz, pocházel ze šlechtické (zemanské) rodiny žijící na Litvě. Byl to samouk, významný malíř a ikonická osobnost současné polské kultury. Jeho matkou byla Marie Pietrzkiewiczová, učitelka hudby.
V roce 1890 se rodina přestěhovala do městečka Zakopané, nacházejícího se v polských Tatrách. Protože rozpoznal synův výtvarný talent, otec se v souladu se svými vlastními teoriemi rozhodl syna vzdělávat sám, s pomocí významných přátel. Mezi Witkacyho vychovateli byli například malíři Wladyslaw Ślewiński, Józef Mehoffer nebo Wojciech Kossak.
Jako osmiletý napsal Witkacy svou první divadelní hru Švábi zahrnutou později do sbírky her označené jako Juwenilia. V roce 1902 napsal první pokusy o filozofické traktáty O dualismu, a Schopenhauerova filosofie a jeho vztah k předchůdcům.
Witkacy tedy prožil dětství a ranou fázi dospívání, bez obvyklého kontaktu s vrstevníky, mimo přirozené prostředí. V roce 1903 externě složil maturitní zkoušku a po krátké cestě po Evropě nastoupil na krakovskou Akademii Sztuk Pieknych. Tu však na naléhání otce v roce 1906 opustil.

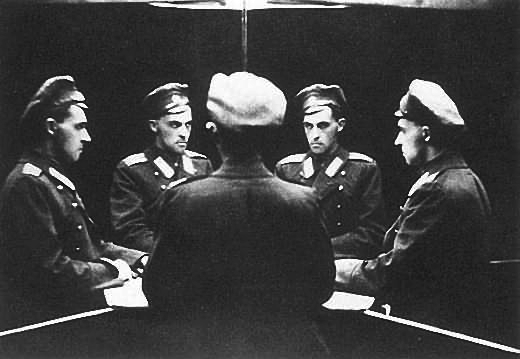
Stanisław Ignacy Witkiewicz: Mnohonásobný autoportrét v zrcadlech, Petrohrad, 1915–1917

Byl „předurčen“ stát se umělcem. „Umění naplní až po okraj tvou mysl,“ psal mu otec v jednom z nesčetných listů v roce 1910, „a schopnost soucítění s lidmi a zbabělcům vytře zrak… Jestli to bude se Tvým malířstvím pokračovat stejně, staneš se skvělým důkazem pravdivosti mých teorií umění, a sám v letech, kdy se jiní na nepochopitelném školním elementáři učí abecedu, budeš nezávislým mistrem.“

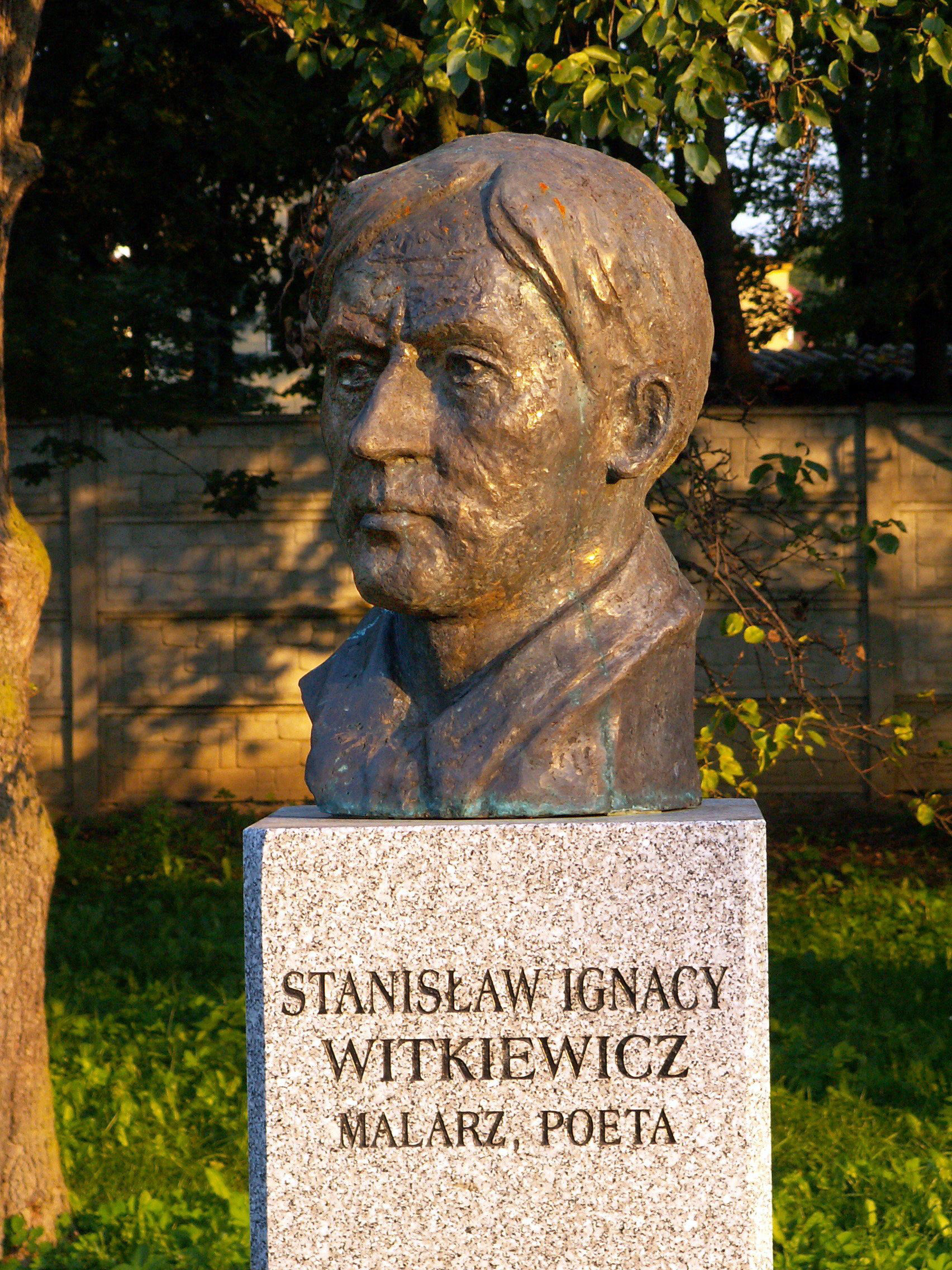
Witkiewiczova busta v Kielcích

V roce 1914 spáchala sebevraždu jeho snoubenka Janczewska. Witkacy si uvědomoval, že její smrt zavinil – jednak nevěrou s herečkou Irenou Skolskou a jednak žárlivostí a nesnesitelným vystupováním. (Poměr se Skolskou se odráží v jeho prozaické prvotině 622 úpadků Bunga čili démonická žena.) V následujícím roce mu zemřel otec, který pro něj, navzdory četným názorovým neshodám, představoval božstvo. V letech 1915–17 sloužil Witkacy v elitním Pavlovském pluku ruské armády; po bitvě u Witonirze byl za statečnost povýšen na poručíka a odměněn řádem Svaté Anny IV. stupně. Během únorové revoluce byl zvolen politickým komisařem. Po návratu do Polska v roce 1918 blízkým oznamuje, že v Rusku vymyslel nové pojetí umění.
Začíná horečnatě tvořit. Publikuje teoretické práce Nové formy v malířství a odtud plynoucí neporozumění (1919), Estetické skici (1922), a Divadlo. Úvod do teorie čisté formy v divadle. (1923). Prokazatelně je autorem 36 divadelních her a 1 operetního libreta. Napsal čtyři romány, četné filozofické práce, nespočet článků, a rozporuplně vnímané dílo o polské národní povaze Nemyté duše (napsáno 1936, publ. 1975). Zmínit je třeba i jeho knížku Nikotin, alkohol, kokain, peyotl, morfin, éter. Appendix. (1932), známou i pod titulem Narkotika, ve které popisuje podrobně své experimenty s omamnými látkami.
V roce 1925 založil Formistické divadlo. Namaloval velké množství výtvarných děl. Přestože byl v roce 1935 odměněn Zlatým vavřínem Polské literární Akademie, značná část jeho díla se ztratila v průběhu II. sv. války a prvních letech po ní.
18. září 1939, den po vstupu sovětských vojsk do Polska, spáchal Witkacy sebevraždu poblíž obce Jeziory (nyní Ukrajina). Jeho dílo bylo vydáno v roce 1962 zásluhou Konstantyho Puzyny.

## Metafyzika
Slovo metafyzika skloňuje Witkacy sám – a jeho literární postavy ovšem také – tak často, až působí jako zaklínadlo. Je však třeba konstatovat, že Witkacy navzdory vlastním ambicím nebyl významným, ani „opravdovým“ metafyzikem. Jeho filozofická práce sice zaujala mj. estetika Tatarkiewicze, fenomenologa Ingardena a analytického reistu Kotarbińského, kteří mu přiznali „hluboký intelektuální dech“ i „rysy geniality“, ale současně konstatovali, že byl přece „filozofický samouk“ nesoucí „punc nedoučení“. Witkacy si často protiřečí (není systematický myslitel) a mnohem blíže má k temnému prorokovi, než k filosofii, jak je tento termín chápán.
Jeho největší filozofické dílo Pojetí a tvrzení implikované pojetím bytí, které bylo poprvé vydáno v roce 1931 v počtu 650 kusů, z nichž se prodalo 20 knih, se v mnohém podobalo tomu, co tvrdil již osmnáctiletý, devatenáctiletý Witkiewicz. Jeho „biologický monadismus“ vychází z monadologie Leibnize. Stručně řečeno se vše skládá z „monád“, které jsou „psychofyzickými jednotkami“, a ve své mnohosti tvoří jednotu. Tato tvrzení je nutno přijímat jako apodiktická. Proč tomu tak je, je Tajemství, a táže-li se někdo, zda to lze osvětlit, je v nejlepším případě „pozitivista“.
Druhý, racionálně mnohem hůře uchopitelný, rozměr Witkacyho „metafyziky“ se poněkud vzpírá tradičnímu pojmovému aparátu a kognitivnímu procesu vůbec už jaksi „z definice“.

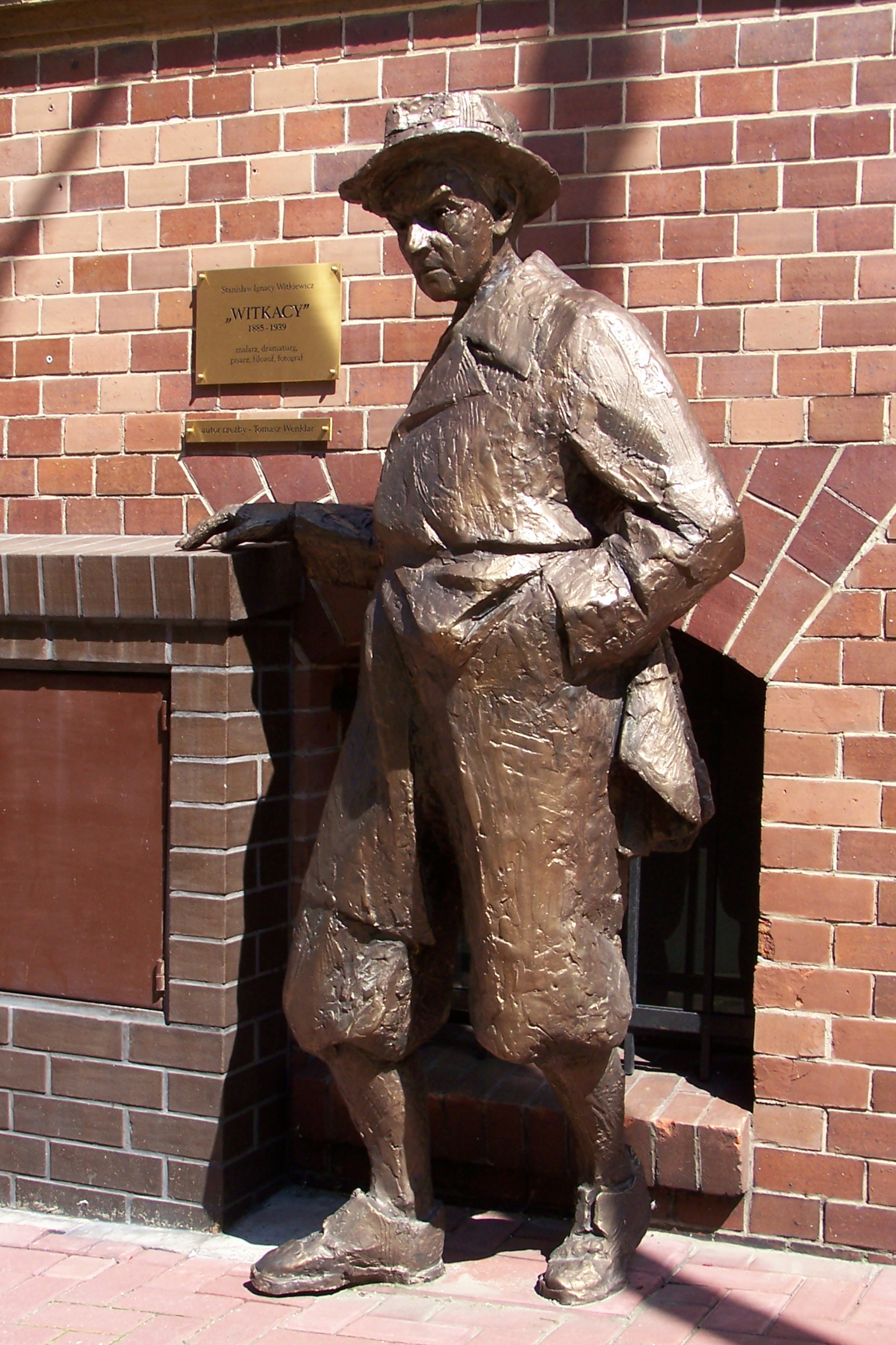
Pomník S. I. Witkiewicze v Katovicích

| „ | Společný zdroj náboženství, filosofie a umění je to, co jsem jednou nešťastně pojmenoval jako metafyzický pocit. Pojem mě stále oslovuje jako esenciálně správný, bylo však nešťastné, že později nepotřebně vedl k nekonečným válkám… napsal Witkacy ve článku Metafyzické pocity (1931). Tuto jednotu naší individuality, pocit, který každý z nás má na vyšším nebo nižším stupni, jsem nazval metafyzickým pocitem jako protiklad k pocitům reálného života, jako jsou láska, zloba, radost, atd., a použil jsem slovo pocit, abych zprostředkoval obecný význam čehosi přímo daného, v kontrastu s čímsi daného nám skrze koncepty. Dnes bych patrně tuto jednotu naší osobnosti nenazval pocitem, ani bych nepřidával epitetum metafyzický, abych neprovokoval názor všech druhů pozitivistů: od radikálních, nekompromisních psychologistů až po beznadějné materialisty, které i dnes lze stále najít v našem středu. (…) Ne každý ví, že existuje bezedná propast mezi konceptem metafyzickým a mystickým… | “ |

## Teorie Čisté formy
Teorie Čisté formy se poprvé objevila v Nových formách v malířství a způsobila pravou bouři nevole. Definovat, čím Čistá forma je, jak vypadá, co vyžaduje, představuje v podstatě neřešitelné zadání. Vychází z pojetí jednoty v mnohosti. Nejedná se tedy o aristotelovské pojetí jednoty místa, času a děje, naopak – staví se proti ní programově. Všechny kauzální vazby mají být rozbity, vše zdánlivě nutné má být opomenuto, fantazie má být uvolněna. Avšak při tom všem má být zachována vyšší estetická jednota. Witkacy byl tedy právem roztrpčen, když byl obviňován z „propagace nesmyslu v umění“.
Mimořádný důraz kladl na fyziognomii herců a gesta. Obojím byl přímo fascinován. Formistický režisér by měl “zapomenout na život a potřebu být s ním konzistentní” a divák by měl mít vycházeje z divadla pocit, „že se probudil z jakéhosi divného snu, ve kterém dokonce i nejobyčejnější věci měly zvláštní nejhlubší půvab.“
Akcentoval potřebu realismu (je-li hra o lokomotivě, přivezeme na jeviště opravdovou lokomotivu) a přirozenosti. V divadle mají účinkovat neherci a děti, pravděpodobně proto, že u profesionálních herců očekával jakousi manýru, či nacvičenou faleš. Toto vše má zřejmě zabránit tomu, aby se zostřené vnímání diváka vyplýtvalo na „pouhý“ estetický prožitek. Ne. Strhující podívaná má vzniknout proto, aby se rozjitřené smysly všech účastníků na okamžik koncentrovaly a sjednotily s hlubokým Tajemstvím Bytí.

## Metafyzický román
„Román, jako věc předurčená k tichému čtení, a ne k recitaci,“ píše Witkacy, „může fungovat pouze díky vnímání a obrazům a je zbaven smyslového činitele (zvukového, nebo zrakového), bez kterého nemůže být plného, bezprostředního působení Čisté formy, opravdového, ne fantazijního, stavení se elementů složeného umění v jedinou absolutní celistvost. (…) Román nemůže podléhat nárokům čisté formy.“
A v deseti bodech předmluvy ke svému druhému románu Rozluka s podzimem (1927) uvádí, kromě četných provokací a jízlivého nájezdu „nepřítele“ Irzykowského:
Sub 1 „Vzhledem k nesplnění slibů obsažených v první předmluvě, čili napsání toho, co nazývám metafyzickým románem, píšu druhou, jen pár slov.“
Sub 9 „Obecně vůbec nepovažuji román za umělecké dílo podle mé definice umění.“
S těmito pohrdavými slovy pronesenými na adresu umění románu ostře kontrastuje skutečnost, že Witkacy si za svého života nevydobyl slávu ani jako dramatik, ani (v nijak zvláštní míře) jako malíř, ale právě jako romanopisec. Zatímco oba zralé romány Rozluka s podzimem a Nenaplnění (1930) publikovala významná nakladatelství a setkaly se s čtenářským zájmem, jeho dramat bylo vytištěno pouze šest, z toho tři v okrajových periodikách. A jejich uvedení na scénu vyvolalo negativní ohlas.
Jeho první prozaický pokus 622 úpadků Bunga, aneb démonická žena nemá valné literární ceny a slouží dnes pouze jako klíč k Witkacyho osobnosti a uměleckému zrání. Mezi napsáním této prvotiny a započetím práce na druhém románu uplynulo patnáct let. Srozumitelnou, spolehlivou definici „metafyzického románu“ budeme hledat stejně těžko u Witkacyho jako u odborníků na jeho dílo.